# Mantelpavian

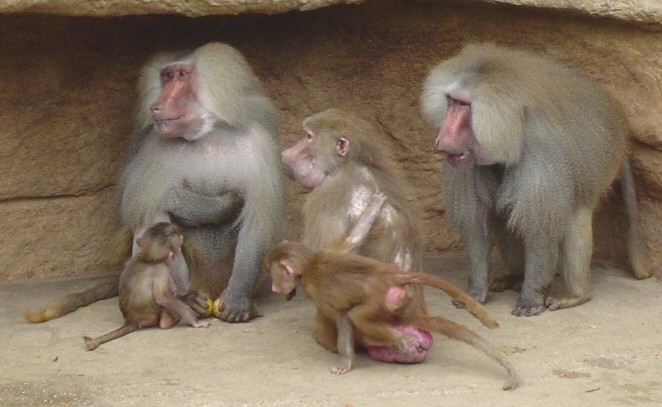
Männchen (links und rechts) werden deutlich größer und unterscheiden sich auch in der Fellfärbung vom Weibchen (Mitte)

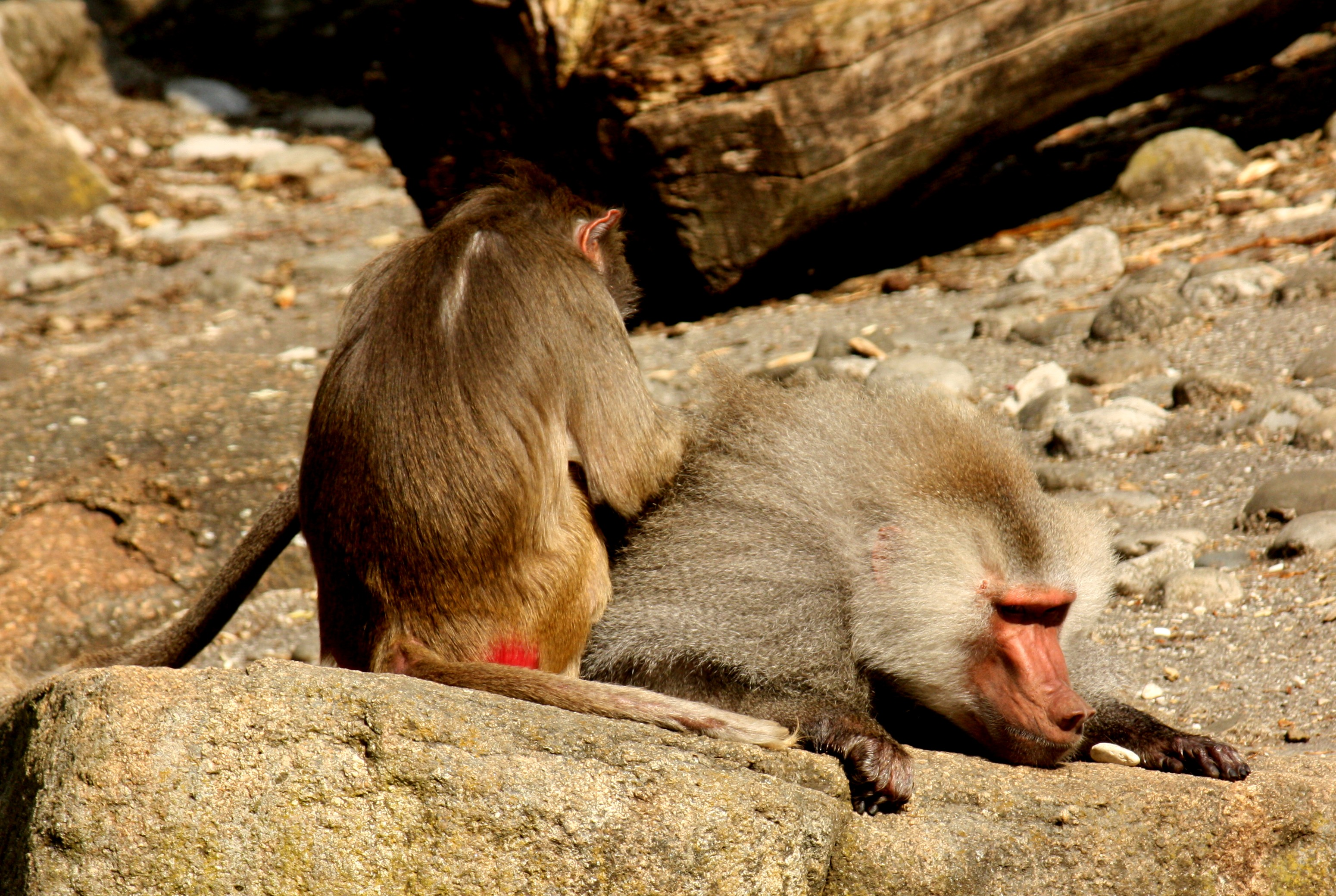
Fellpflege

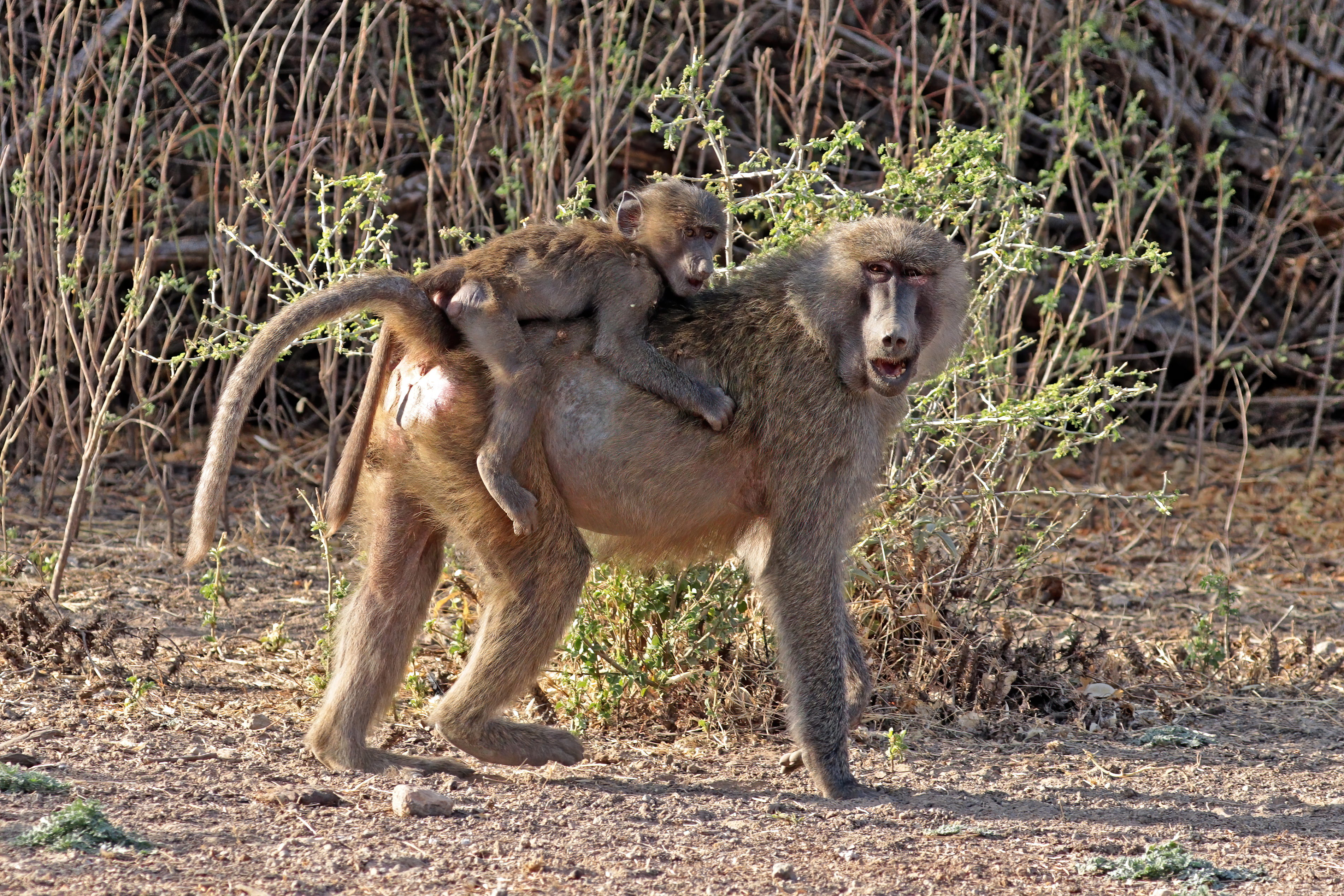
Weibchen mit Jungtier im Awash National Park in Äthiopien

Der Mantelpavian (Papio hamadryas) ist eine Primatenart aus der Gattung der Paviane innerhalb der Familie der Meerkatzenverwandten (Cercopithecidae). Er lebt im nordöstlichen Afrika und auf der Arabischen Halbinsel und unterscheidet sich im Sozialverhalten deutlich von den anderen Pavianarten.

## Merkmale
Mantelpaviane erreichen eine Kopfrumpflänge von 61 bis 76 Zentimeter und eine Schwanzlänge von 38 bis 61 Zentimetern. Mit rund 21 Kilogramm sind die Männchen doppelt so schwer wie die Weibchen, die nur rund 9 Kilogramm erreichen. Neben dem bei allen Pavianarten vorkommenden eklatanten Größenunterschied zwischen den Geschlechtern unterscheiden sie sich auch in der Fellfärbung. Männchen sind silberweiß gefärbt und haben eine ausgeprägte Schultermähne. Den Weibchen hingegen fehlt diese und sie sind braun. Die Schnauze ist langgestreckt und unbehaart, sie ist bei Männchen rosa und bei Weibchen dumpfer, bräunlicher gefärbt. Die unbehaarten Sitzschwielen sind bei beiden Geschlechtern rosa.

## Verbreitung und Lebensraum

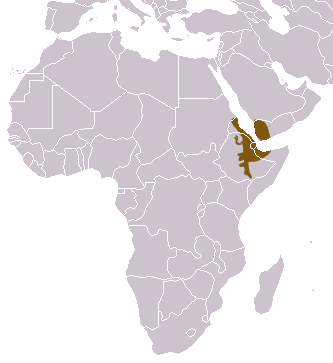
Verbreitungskarte des Mantelpavian

Mantelpaviane sind die am weitesten nördlich lebende Pavianart; ihr Verbreitungsgebiet erstreckt sich entlang der Westküste des Roten Meeres von Ägypten (wo sie heute allerdings ausgestorben sind) über den Sudan bis Eritrea, Äthiopien und Somalia. Auch auf der Arabischen Halbinsel kommen sie vor, wobei lange Zeit ungeklärt war, ob diese Population vom Menschen eingeführt wurde oder nicht. Der Schweizer Primatologe Hans Kummer glaubte dass die Tiere in der Antike von ägyptischen Seefahrern auf die Arabische Halbinsel gebracht worden sind. Winney und Kollegen, sowie Kopp und Mitarbeiter kamen dagegen zu dem Ergebnis, dass sich die Mantelpaviane der Arabische Halbinsel von ihren afrikanischen Artgenossen genetisch so stark unterscheiden, dass die Besiedlung der Arabische Halbinsel im späten Pleistozän vor 12.000 bis 130.000 Jahren erfolgt sein muss. Sie erfolgte über Landbrücken im Bab al-Mandab, die in der Zeit der maximalen Vereisung während der letzten Eiszeit freigelegt wurden. Bis etwa 1500 kamen Mantelpaviane auch weiter nördlich bis nach Ägypten vor. Mantelpaviane leben in Halbwüsten, Savannen und Felsgebieten, sie benötigen jedoch Trinkmöglichkeiten.

## Lebensweise
Mantelpaviane sind tagaktiv und halten sich vorwiegend am Boden auf, wo sie sich auf allen vieren fortbewegen. In der Nacht ziehen sie sich in Klippen oder Felsen zurück. Sie leben in Haremsgruppen zusammen, die sich aus einem Männchen und mehreren Weibchen  – durchschnittlich sieben, gelegentlich auch mehr als 15 – zusammensetzen. Das Männchen führt und bewacht seine Weibchen und achtet darauf, sie immer in seiner Nähe zu haben. Bei dieser Form verlassen beide Geschlechter ihre Geburtsgruppe meist noch vor Eintreten der Geschlechtsreife. Offene Kämpfe zwischen Männchen um die Vorherrschaft einer etablierten Haremsgruppe kommen vor, sind aber für Männchen nicht die einzige Möglichkeit, zu Weibchen zu kommen. Männchen ohne Harem folgen manchmal einer Gruppe und versuchen, einzelne Weibchen wegzulocken. Eine andere Möglichkeit besteht darin, dass Männchen sich halbwüchsige Weibchen suchen, die eben erst ihre Geburtsgruppe verlassen haben. Sie kümmern sich um sie, pflegen ihr Fell, versorgen sie mit Nahrung und paaren sich mit ihnen, sobald sie geschlechtsreif geworden sind. Mehrere Gruppen schließen sich manchmal zu größeren Verbänden zusammen. Konflikte zwischen Gruppen innerhalb eines Verbandes, zum Beispiel um Schlafplätze, Wasserlöcher oder Nahrung, werden durch aggressive Kämpfe der Männchen gelöst.
Als hochgradig soziale Tiere können Mantelpaviane auf vielfache Weise miteinander kommunizieren, etwa durch ihre Körperhaltung und den Gesichtsausdruck, aber auch durch Laute und direkten Körperkontakt.

## Ernährung
Mantelpaviane sind Allesfresser, die an ihren relativ trockenen Lebensraum angepasst sind. Bei der Nahrungssuche sind sie nicht wählerisch. Von Früchten und Kräutern über Wurzeln bis Insekten, Vogeleiern und Wirbeltieren kann alles auf ihrem Speiseplan stehen.
Wie alle Paviane kommen sie mit relativ niederwertiger Nahrung aus und können etwa eine Zeitlang nur von Gräsern leben.

## Fortpflanzung

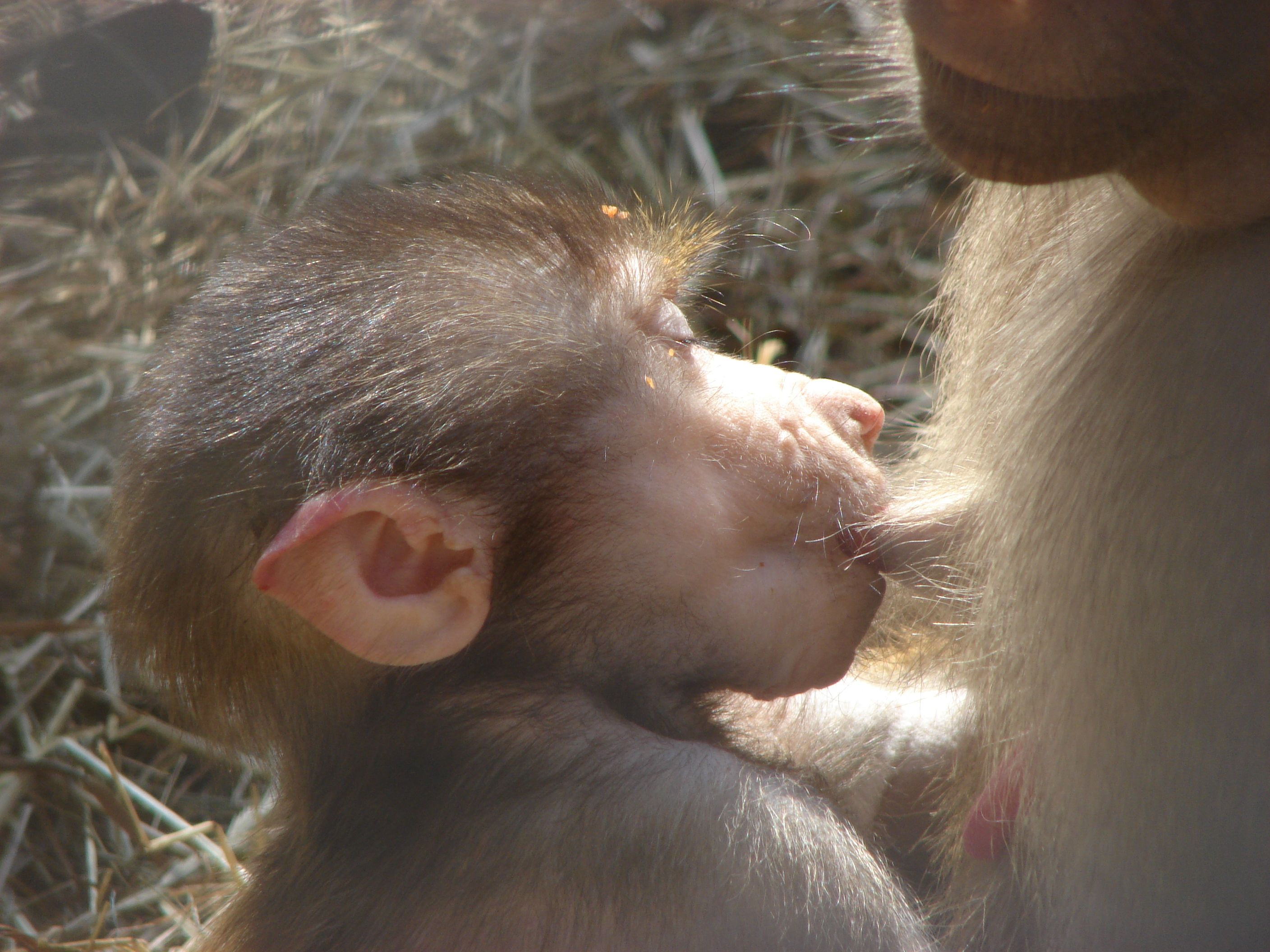
Jungtier

Die Paarung kann das ganze Jahr über erfolgen. Das Männchen wacht eifersüchtig über seine Weibchen, es beißt oder jagt sie sogar, wenn sie sich anderen Männchen annähern. Dennoch kommt es gelegentlich zum „Fremdgehen“, beispielsweise wenn alleinstehende Männchen auf Partnerinnensuche einer Gruppe folgen. Bei solchen Gelegenheiten kommt es oft zu aggressiven Kämpfen unter den Männchen, dennoch gelingt es manchen immer wieder, anderen ein Weibchen abspenstig zu machen.
Nach einer rund 172-tägigen Tragzeit bringt das Weibchen in der Regel ein einzelnes Jungtier zur Welt. Dieses wiegt 600 bis 900 Gramm und ist zunächst schwarz gefärbt. Nach 6 bis 15 Monaten wird es entwöhnt, die Geschlechtsreife tritt mit 5 bis 7 Jahren ein.
Das Höchstalter eines Tieres in menschlicher Obhut betrug 37 Jahre.

## Mantelpavian und Menschen

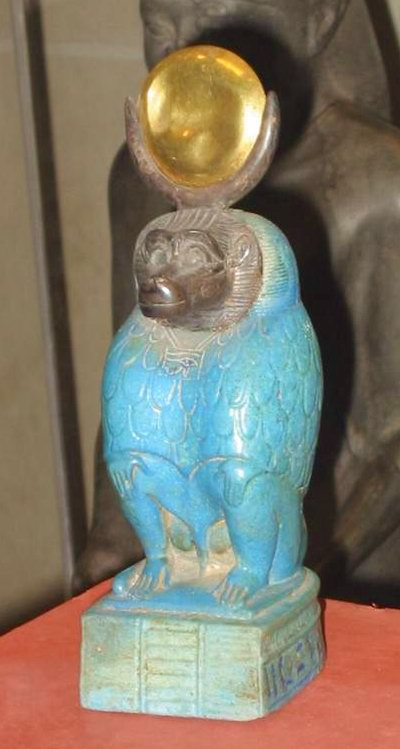
Der altägyptische Gott Thot in Paviangestalt, Statue im Pariser Louvre

Mantelpaviane galten im Alten Ägypten als heilige Tiere. Der Gott Thot wurde manchmal in Paviangestalt dargestellt. Thot war unter anderem der Gott der Wissenschaft und des Mondes, Paviane wurden dementsprechend beim Unterrichten von Schreiberschülern dargestellt. Auch im ägyptischen Totenbuch werden sie erwähnt, sie sitzen am Bug der Totenbarke und der Tote wendet sich an sie und bittet um Gerechtigkeit (Maat) für sich im Totenreich. Paviane genossen Schutz und wurden nach ihrem Tod sogar mumifiziert. Beispiele dafür fanden sich in den „Tiergräbern“ im Tal der Könige (Gräber KV50–KV52).
Weitere paviangestaltige Gottheiten waren Babi, der verantwortlich war für die sexuelle Fähigkeit im Jenseits und als Pavian mit erigiertem Glied dargestellt wurde, und der Horussohn Hapi, der als Beschützer der Lungen der Toten fungierte.
Das Art-Epitheton im wissenschaftlichen Namen bezieht sich auf die Hamadryaden, eine Gruppe von Baumgeistern in der Griechischen Mythologie. Carl von Linné benannte viele Tiere nach mythologischen Themen, ohne dass ein spezieller Bezug vorhanden sein musste.
Heute sind sie mancherorts, wie etwa in Ägypten, verschwunden. In Saudi-Arabien haben sie sich an die Menschen angepasst, sie leben in den Städten und suchen in Mülltonnen nach Nahrung. Andernorts werden sie verfolgt, da sie Felder verwüsten. Da ihre natürlichen Feinde, Leoparden und Löwen oder Hyänen, in ihrem Verbreitungsgebiet nahezu ausgerottet worden sind, stellt heute der Verlust ihres Lebensraumes durch Umwandlung in Acker- und Weideland die Hauptbedrohung für die Mantelpaviane dar. Sie wurden auf der Roten Liste von der IUCN (International Union for Conservation of Nature) 2008 als „nicht gefährdet“ (least concern) gelistet.